# HC 19 Humenné

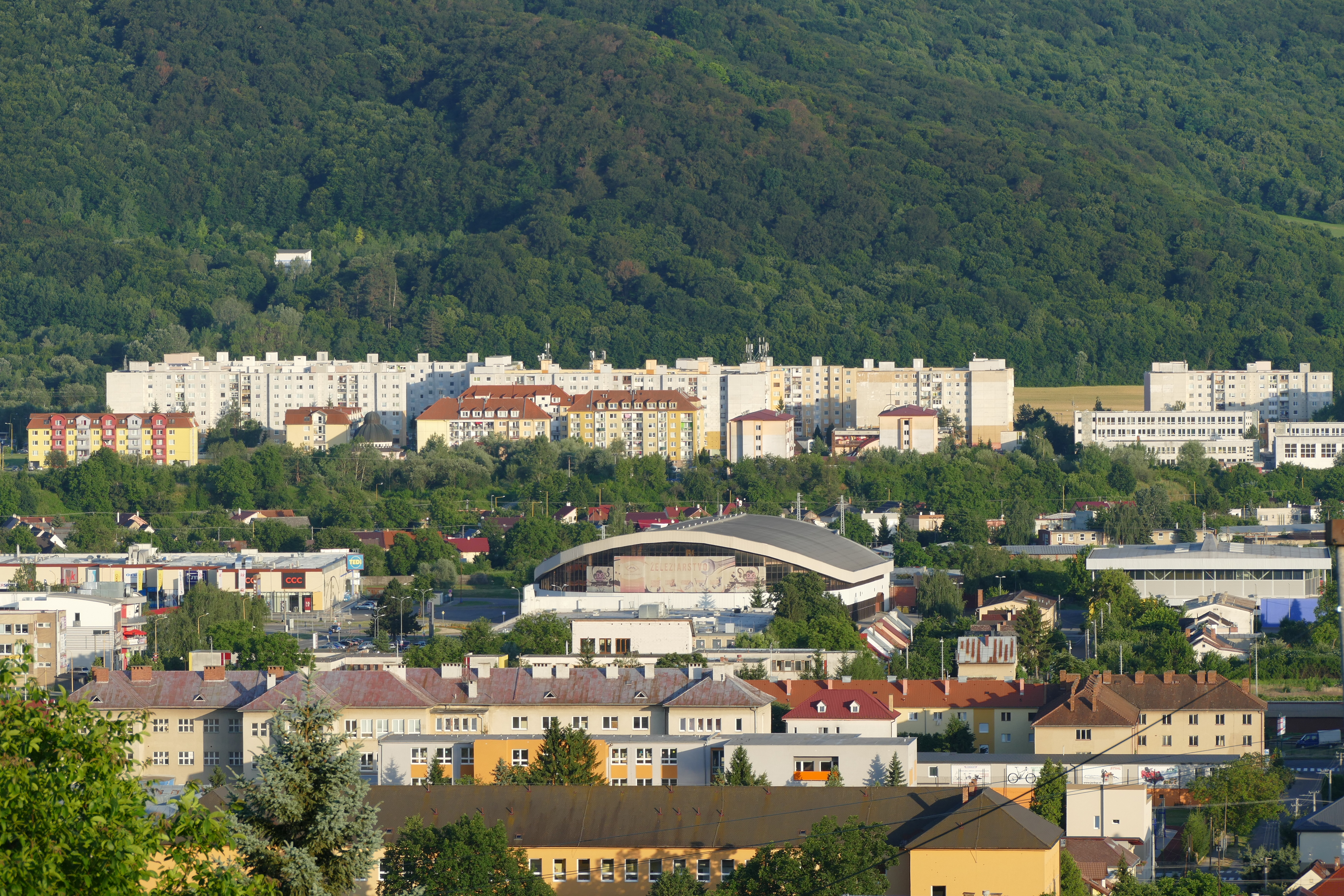
A Homonnai Jégcsarnok

A HC 19 Humenné egy szlovák jégkorongcsapat a szlovákiai Homonnán. A csapat a 2024–2025-ös szezonban a szlovák másodosztályú TIPOS Slovenská hokejová ligában játszik. A klubot 2019-ben alapították a korábbi városi jégkorongcsapat, az MHK Humenné megszűnése után, de nem annak jogutódjaként.

## Története
A csapatot 2019-ben alapították miután az 1936-ban alapított MHK Humenné csapata csődeljárás miatt megszűnt. Mivel a HC 19 Humenné nem az előző csapat jogutódja, nem tarthatta meg a csapat licencét, így nem játszhatott a másodosztályú St. Nicolaus 1. hokejová ligában, hanem a harmadosztályú 2. hokejová ligában kellett újrakezdeni. A harmadosztály 2019–2020-as szezonjában az alapszakaszban második helyet elérve bejutott a rájátszásba, ahol egészen a döntőig jutott, ahol a HK MŠK Indian Žiar nad Hronom csapatával kellett volna megmérkőznie, azonban a Covid19-pandémia miatt nem félbe lett szakítva a bajnokság. Az elmaradt döntő ellenére a döntősöknek fel lett kínálva a licenc a másodosztályba, aminek feltételeit a Hummené csapata sikeresen teljesített. A másodosztály 2020–2021-es szezonjában az alapszakaszban 7. helyet elérve bekerült a rájátszásba, ahol a negyeddöntőben az MHA Martin győzte le őket. A következő szezonban a 4. helyen végezve szintén a negyeddöntőben vereséget szenvedett a HC Topoľčany-val szemben. A 2022–2023-as szezonban az alapszakasz 3. helyén végezve egészen a döntőig menetelt, ahol a korábban az első osztályban is szereplő Vlci Žilina csapatával mérkőzött meg, és győzte 4-3-as összesítésben, így feljutva a Tipos Extraligába. A Szlovák kupa döntőjében a Vlci Žilina csapatát hosszabbításban 2:1-re legyőzve nyert. Ezzel a homonnai jégkorong történetében először szerepelt csapatuk az első osztályban. A Tipos Extraliga 2023–2024-es szezonjában a 12. helyen végzett, így kiesett a bajnokságból a másodosztályba.

## Helyezések

### Szlovák Extraliga
Tipos extraliga - 1 szezon
- 12. hely: 2023/24

Tipos Slovenská hokejová liga - 3 szezon
- 1. hely: 2022/23

- 5. hely: 2021/22

- 7. hely: 2020/21

2.hokejová liga (keleti csoport) - 1 szezon
- megszakítva: 2019/20

## Statisztikák

### 2. hokejová liga
| Főcsoport (B csoport) | Főcsoport (B csoport) | Főcsoport (B csoport) | Főcsoport (B csoport) | Főcsoport (B csoport) | Főcsoport (B csoport) | Főcsoport (B csoport) | Főcsoport (B csoport) | Főcsoport (B csoport) | Rájátszás                               | Rájátszás                                  | Rájátszás          |
| Szezon                | LM                    | GY                    | GY. H.                | V. H.                 | V                     | G                     | P                     | Helyezés              | Negyeddöntő                             | Elődöntő                                   | Döntő              |
| --------------------- | --------------------- | --------------------- | --------------------- | --------------------- | --------------------- | --------------------- | --------------------- | --------------------- | --------------------------------------- | ------------------------------------------ | ------------------ |
| 2019–20               | 16                    | 12                    | 1                     | 1                     | 2                     | 92-29                 | 39                    | 2.                    | Győzelem az UKS MOSiR Sanok ellen (3-0) | Győzelem a HKM Rimavská Sobota ellen (3-1) | Nem lett lejátszva |

### TIPOS Slovenská hokejová liga
| Főszezon | Főszezon | Főszezon | Főszezon | Főszezon | Főszezon | Főszezon | Főszezon | Főszezon | Rájátszás    | Rájátszás                                  | Rájátszás                        | Rájátszás                         |
| Szezon   | LM       | GY       | GY. H.   | V. H.    | V        | G        | P        | Helyezés | Kvalifikáció | Negyeddöntő                                | Elődöntő                         | Döntő                             |
| -------- | -------- | -------- | -------- | -------- | -------- | -------- | -------- | -------- | ------------ | ------------------------------------------ | -------------------------------- | --------------------------------- |
| 2020–21  | 38       | 13       | 2        | 5        | 18       | 101:130  | 48       | 7.       | -            | Vereség az MHA Martin ellen (4-0)          | -                                | -                                 |
| 2021–22  | 44       | 21       | 6        | 2        | 15       | 138:103  | 77       | 4.       | -            | Vereség a HC Topoľčany ellen (1-4)         | -                                | -                                 |
| 2022–23  | 46       | 23       | 6        | 4        | 13       | 172-127  | 85       | 3.       | -            | Győzelem a Slovan Bratislava B ellen (4-2) | Győzelem a HK Martin ellen (4-2) | Győzelem a Vlci Žilina ellen 4-3) |
| 2024–25  | 46       | 24       | 5        | 3        | 14       | 156:110  | 85       | 5.       | -            | Vereség a HK ESMERO Skalica ellen (1-4)    | -                                | -                                 |

### Tipos Extraliga
| Főszezon | Főszezon | Főszezon | Főszezon | Főszezon | Főszezon | Főszezon | Főszezon | Főszezon | Rájátszás                               | Rájátszás                               | Rájátszás                               | Rájátszás                               |
| Szezon   | LM       | GY       | GY. H.   | V. H.    | V        | G        | P        | Helyezés | Negyeddöntő                             | Elődöntő                                | Döntő                                   | Kupa                                    |
| -------- | -------- | -------- | -------- | -------- | -------- | -------- | -------- | -------- | --------------------------------------- | --------------------------------------- | --------------------------------------- | --------------------------------------- |
| 2023–24  | 50       | 13       | 1        | 5        | 31       | 121-198  | 46       | 12.      | Nem jutott be, kiesett a másodosztályba | Nem jutott be, kiesett a másodosztályba | Nem jutott be, kiesett a másodosztályba | Nem jutott be, kiesett a másodosztályba |

## Kabala
A csapat kabalaállata a klub logójával megegyezően egy oroszlán, amit 2023-ban mutattak be, az első osztályú Tipos Extraligába való jutás után.

## Nézettség
| Szezon  | Átlagos nézőszám | Helyezés a ligában |
| ------- | ---------------- | ------------------ |
| 2023–24 | 2 086            | 10.                |

## Játékoskeret

### Vezetőedzők
- Milan Staš (2018-2021[7]
- Leonyid Parfjonov (2021-2023)[8]

- Martin Štrba (2023-napjainkig)[9]

## Rivalizálások

### HK Steel Team Trebišov
A HK Steel Team Trebišov és a HC 19 Humenné közötti rivalizálást gyakran nevezik zempléni rangadónak is. 